# Kardiotokografi

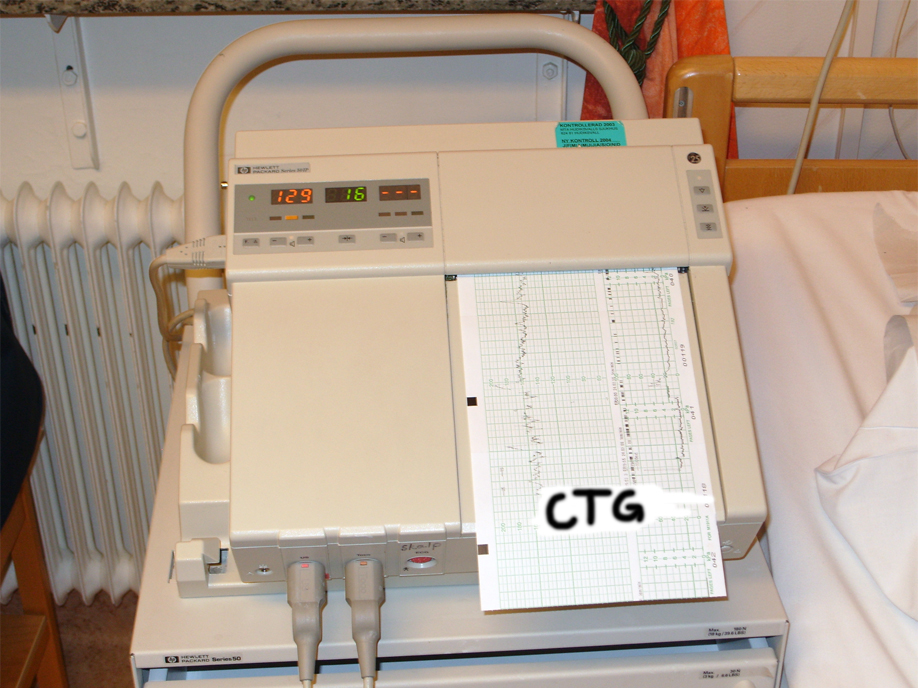
CTG-apparat.

Kardiotokografi (CTG, efter engelskans cardiotocography), elektronisk fosterövervakning, är en metod som används för att övervaka fostret under förlossning. Metoden kan även användas under graviditeten, i speciella situationer eller för att övervaka högriskgraviditeter, även om nyttan av detta inte är vetenskapligt bevisad.
Övervakningsmetoden används eftersom barn som drabbas av syrebrist vid födseln löper risk att få bestående skador eller död.

## Metod
CTG mäter fostrets puls i relation till livmoderns sammandragningar. Pulsen mäts antingen med en ultraljudsdosa som fästs i ett bälte utanpå mammans mage, eller internt med en spiralformad elektrod (skalpelektrod) som fästs på fostrets huvud. Livmoderns sammandragningar mäts antingen med en extern dosa (tokometer), eller en intern tryckgivare (intrauterin kateter). Det är barnmorskans eller förlossningsläkarens uppgift att tolka CTG-kurvan. De bedömer bland annat att pulsen inte är för hög eller för låg, hur fostrets puls återhämtar sig efter en värk och hur pulsen varierar från slag till slag. 

## Avvikande CTG-kurva
CTG har hög sensitivitet men låg specificitet. Det innebär att CTG-förändringar kan ses trots att fostret inte är utsatt för syrebrist. Förändringarna kan ibland förklaras av påverkbara faktorer såsom feber, moderns kroppsposition, överstimulering med värkstimulerande dropp eller blodtrycksfall efter epiduralbedövning. I andra fall ses ingen uppenbar förklaring. Om CTG-mönstret inte normaliseras efter en eventuell åtgärd kan ett skalpblodprov visa på om syrebrist föreligger eller så kan barnet behöva framfödas. Beroende på var i förlossningsförloppet kvinnan befinner sig kan detta göras via sugklocka eller kejsarsnitt.

## Forskning om CTG
Kontinuerlig CTG-övervakning under förlossningen har associerats med lägre andel neonatala kramper. Däremot har man inte kunnat visa på någon påverkan på neonatal dödlighet eller risken för cerebral pares (CP), jämfört med om barnmorskan endast lyssnar på fostrets hjärtljud. Vad det har för betydelse för barnets hälsa på sikt vet man inte.
Det är osäkert om ett intagnings-CTG förhindrar skador eller dödsfall hos barnet; studierna på området är för få. Eventuellt ökar däremot antalet kejsarsnitt, skalpblodprov och kontinuerliga CTG-mätningar, jämfört med om barnmorskan endast lyssnar på fostrets hjärtljud.